# HRV Twenty20 2011/12
Die HRV Twenty20 2011/12 war die siebte Saison der auch als HRV Cup bezeichneten neuseeländischen Twenty20-Meisterschaft die vom 18. Dezember 2011 bis zum 22. Januar 2012 ausgetragen wurde. Dabei nahmen die traditionellen First-Class Teams die neuseeländische Distrikte repräsentieren an dem Turnier teil. Sieger waren die Auckland Aces, die sich im Finale mit 44 Runs gegen die Canterbury Wizards durchsetzten.

## Format
Die sechs Mannschaften spielten in einer Gruppe gegen jedes andere Team jeweils zwei Mal. Der Gruppenerste und -zweite qualifizierten sich für das Finale.

## Gruppenphase
Tabelle
| Teams                   | Sp. | S | N | NR | P  | RR     |
| ----------------------- | --- | - | - | -- | -- | ------ |
| Auckland Aces           | 10  | 7 | 2 | 1  | 30 | +0.771 |
| Canterbury Wizards      | 10  | 6 | 2 | 2  | 28 | +1.135 |
| Northern Knights        | 10  | 4 | 5 | 1  | 18 | +0.077 |
| Otago Volts             | 10  | 3 | 4 | 3  | 18 | −0.318 |
| Central Districts Stags | 10  | 3 | 5 | 2  | 16 | −0.049 |
| Wellington Firebirds    | 10  | 2 | 7 | 1  | 10 | −1.503 |

### Spiele
| 18. Dezember Scorecard | Auckland | Auckland Aces 116-5 (12/12)  | – | Wellington Firebirds 106-7 (12/12) |
|                        |          | Auckland gewinnt mit 12 Runs |   |                                    |

| 18. Dezember Scorecard | Rangiora | Northern Knights 161-6 (20)           | – | Canterbury Wizards 156-5 (20) |
|                        |          | Northern Districts gewinnt mit 5 Runs |   |                               |

| 18. Dezember Scorecard | Dunedin | Central Districts Stags 158-7 (20) | – | Otago Volts 160-6 (20) |
|                        |         | Otago gewinnt mit 4 Wickets        |   |                        |

| 26. Dezember Scorecard | Auckland | Northern Knights 155-5 (20)    | – | Auckland Aces 156-7 (19) |
|                        |          | Auckland gewinnt mit 3 Wickets |   |                          |

| 27. Dezember Scorecard | Timaru | Canterbury Wizards 198-7 (20) | – | Otago Volts 192-8 (20) |
|                        |        | Canterbury gewinnt mit 6 Runs |   |                        |

| 27. Dezember Scorecard | Wellington | Central Districts Stags 155-9 (20)    | – | Wellington Firebirds 130 (19.5) |
|                        |            | Central Districts gewinnt mit 25 Runs |   |                                 |

| 28. Dezember Scorecard | Wellington | Auckland Aces 157-9 (20)         | – | Wellington Firebirds 161-3 (18.3) |
|                        |            | Wellington gewinnt mit 7 Wickets |   |                                   |

| 29. Dezember Scorecard | Dunedin | Otago Volts 77-5 (12/12) | – | Northern Knights 6-1 (1/11) |
|                        |         | No Result                |   |                             |

| 29. Dezember Scorecard | New Plymouth | Central Districts Stags | – | Canterbury Wizards |
|                        |              | Match abandoned         |   |                    |

| 30. Dezember Scorecard | New Plymouth | Central Districts Stags | – | Auckland Aces |
|                        |              | Match abandoned         |   |               |

| 31. Dezember Scorecard | Mount Maunganui | Canterbury Wizards 49-4 (5/5)  | – | Northern Knights 33-3 (5/5) |
|                        |                 | Canterbury gewinnt mit 16 Runs |   |                             |

| 31. Dezember Scorecard | Queenstown | Wellington Firebirds 170-3 (20) | – | Otago Volts 174-3 (18.4) |
|                        |            | Otago gewinnt mit 7 Wickets     |   |                          |

| 2. Januar Scorecard | Nelson | Central Districts Stags 170-5 (20)    | – | Otago Volts 142 (18.5) |
|                     |        | Central Districts gewinnt mit 28 Runs |   |                        |

| 3. Januar Scorecard | Rangiora | Canterbury Wizards 183-9 (20)  | – | Auckland Aces 189-6 (20) |
|                     |          | Auckland gewinnt mit 4 Wickets |   |                          |

| 4. Januar Scorecard | Mount Maunganui | Northern Knights 82-4 (11.3/11.3)             | – | Wellington Firebirds 93-2 (10.2/11) |
|                     |                 | Wellington gewinnt mit 8 Wickets (D/L method) |   |                                     |

| 5. Januar Scorecard | Mount Maunganui | Central Districts Stags 126-8 (20)       | – | Northern Knights 130-2 (15.5) |
|                     |                 | Northern Districts gewinnt mit 8 Wickets |   |                               |

| 6. Januar Scorecard | Wellington | Canterbury Wizards 151-8 (20)  | – | Wellington Firebirds 90 (16.4) |
|                     |            | Canterbury gewinnt mit 61 Runs |   |                                |

| 6. Januar Scorecard | Auckland | Auckland Aces 187-2 (20)     | – | Otago Volts 157-8 (20) |
|                     |          | Auckland gewinnt mit 30 Runs |   |                        |

| 8. Januar Scorecard | Rangiora | Central Districts Stags 188-4 (20) | – | Canterbury Wizards 189-6 (18.3) |
|                     |          | Canterbury gewinnt mit 4 Wickets   |   |                                 |

| 8. Januar Scorecard | Wellington | Wellington Firebirds | – | Otago Volts |
|                     |            | Match abandoned      |   |             |

| 8. Januar Scorecard | Mount Maunganui | Northern Knights 111 (19.2)    | – | Auckland Aces 116-4 (16.4) |
|                     |                 | Auckland gewinnt mit 6 Wickets |   |                            |

| 11. Januar Scorecard | Wellington | Northern Knights 162-7 (20)            | – | Wellington Firebirds 128 (19) |
|                      |            | Northern Districts gewinnt mit 34 Runs |   |                               |

| 12. Januar Scorecard | Auckland | Central Districts Stags 90-9 (15/15) | – | Auckland Aces 91-3 (10.3/15) |
|                      |          | Auckland gewinnt mit 7 Wickets       |   |                              |

| 13. Januar Scorecard | Dunedin | Otago Volts 78-4 (12/15) | – | Canterbury Wizards |
|                      |         | No Result                |   |                    |

| 14. Januar Scorecard | Napier | Northern Knights 166-9 (20)            | – | Central Districts Stags 143-6 (20) |
|                      |        | Northern Districts gewinnt mit 23 Runs |   |                                    |

| 15. Januar Scorecard | Christchurch | Canterbury Wizards 193-3 (20)  | – | Wellington Firebirds 123 (17) |
|                      |              | Canterbury gewinnt mit 70 Runs |   |                               |

| 15. Januar Scorecard | Dunedin | Otago Volts 150-8 (20)         | – | Auckland Aces 151-2 (17.4) |
|                      |         | Auckland gewinnt mit 8 Wickets |   |                            |

| 17. Januar Scorecard | Auckland | Auckland Aces 202-4 (20)         | – | Canterbury Wizards 205-3 (19.3) |
|                      |          | Canterbury gewinnt mit 7 Wickets |   |                                 |

| 18. Januar Scorecard | New Plymouth | Central Districts Stags 222-2 (20)    | – | Wellington Firebirds 169-9 (20) |
|                      |              | Central Districts gewinnt mit 53 Runs |   |                                 |

| 19. Januar Scorecard | Hamilton | Northern Knights 187-5 (20) | – | Otago Volts 188-1 (17.2) |
|                      |          | Otago gewinnt mit 9 Wickets |   |                          |

## Finale
| 22. Januar Scorecard | Auckland | Auckland Aces 196-5 (20)     | – | Canterbury Wizards 152 (18.3) |
|                      |          | Auckland gewinnt mit 44 Runs |   |                               |